# Chel Rīz
Chel Rīz (persiska: چِل ريز) är en ort i Iran.   Den ligger i provinsen Lorestan, i den centrala delen av landet, 400 km sydväst om huvudstaden Teheran. Chel Rīz ligger 1 178 meter över havet och antalet invånare är 136.
Terrängen runt Chel Rīz är kuperad åt sydost, men åt nordväst är den bergig.Runt Chel Rīz är det ganska glesbefolkat, med 29 invånare per kvadratkilometer. Närmaste större samhälle är Bīsheh, 14,5 km nordost om Chel Rīz. Omgivningarna runt Chel Rīz är i huvudsak ett öppet busklandskap.